# Mercedes-Benz GLE-Класс (V167)
Mercedes-Benz W167 — люксовый среднеразмерный кроссовер немецкой автомобильной компании Mercedes-Benz, выпускаемый с 2018 года. Является автомобилем четвертого поколения M-Класса, втором поколением GLE-Класса и первой моделью в серии W167. Является дальнейшим развитием и заменой Mercedes-Benz W166. Впервые был представлен в октябре 2018 года на 64-м Парижском автосалоне. Производство осуществляется на заводе Mercedes-Benz в Таскалусе, штат Алабама, США, а также на заводе Mercedes-Benz в Есипово, МО, Россия.
На Женевском автосалоне в марте 2019 года был представлен спортивный вариант кроссовера Mercedes-AMG GLE 53. В рамках автосалона в Лос-Анджелесе в ноябре 2019 года были также представлены Mercedes-AMG GLE 63 и Mercedes-AMG GLE 63s. В августе 2019 года была представлена купе версия кроссовера Mercedes-Benz C167, пришедший на смену Mercedes-Benz C292.

## История
В октябре 2018 года на 64-м Парижском автосалоне был представлен кроссовер четвертого поколения Mercedes-Benz W167. Он получил новый переработанный фирменный дизайн, интерьер, а также большое количество других доработок и нововведений, среди которых были новые функции и системы, добавленные для более комфортной езды. На автомобиль была установлена стерео-камера, которая анализирует дорожное покрытие и неровности на дороге, чтобы подготовить и настроить подвеску автомобиля. Старт продаж автомобиля начался в 2019 году.
Новая модель Mercedes-Benz GLE-Класса была построена на модульной платформе MHA (Modular High Architecture), на которой также построен Mercedes-Benz GLS-Класса X167. Передние колеса установлены на двухрычажной подвеске, задние –на многорычажной. Есть возможность установить пневматическую подвеску Airmatic или гидропневматическую E-Active Body Control.
В модельный ряд серии входят: GLE 350 4MATIC (2.0 л R4, 258 л. с.), GLE 450 4MATIC (3.0 л. R6, 367 л. с.), GLE 580 4MATIC (4.0 л. V8, 489 л. с.), AMG GLE 53 4MATIC+ (4.0 л. R6, 435 л. с.), AMG GLE 63 4MATIC+ (4.0 л. V8, 571 л. с.), AMG GLE 63s 4MATIC+ (4.0 л. V8, 612 л. с.), а также дизельные GLE 300 d 4MATIC (2.0 л. R4, 245 л. с.), GLE 350 d 4MATIC (3.0 л. R6, 272 л. с.), GLE 400 d 4MATIC (3.0 л. R6, 330 л. с.) . Все двигатели идут с трансмиссией 9G-TRONIC, AMG GLE 53 4MATIC+, AMG GLE 63 4MATIC+, AMG GLE 63s 4MATIC+ с 9G-TRONIC AMG SPEEDSHIFT.
- Mercedes-Benz GLE 350 d 4MATIC AMG Line (V 167)
- Mercedes-Benz GLE 350 d 4MATIC AMG Line (V 167)
- Mercedes-AMG GLE 63 S 4MATIC
- Mercedes-Benz W167 ESF 2019
- Mercedes-Benz C167
- Вид из салона

### Mercedes-AMG GLE 53 4MATIC+
Mercedes-AMG GLE 53 4MATIC+ был представлен на Женевском автосалоне в марте 2019 года. На него установлен бензиновый двигатель объемом 3.0 литра и мощностью 435 л. с. с двойным турбонаддувом, являющийся одной из модификаций семейства двигателей Mercedes-Benz M256.

### Mercedes-AMG GLE 63 4MATIC+
Mercedes-AMG GLE 63 4MATIC+ был представлен в рамках автосалона в Лос-Анджелесе в ноябре 2019 года вместе с Mercedes-AMG GLE 63s 4MATIC+. На них установлены двигатели Mercedes-Benz M177 4.0 л, мощностью 571 л. с. (360кВт) и 612 л. с. (450кВт), для Mercedes-AMG GLE 63s 4MATIC+.

### GLE Coupe
Mercedes-Benz C167 является кроссовером, содержащий в себе образ кроссовера и купе немецкой автомобильной марки Mercedes-Benz, который строится на базе Mercedes-Benz V167 с 2019 года и стал доступным для заказа с ноября 2019 года. Как и предыдущая модель, Mercedes-Benz C292, автомобиль продаётся как GLE Coupe.
Официально Mercedes-Benz C167 был представлен на Международной автомобильной выставке в сентябре 2019 года во Франкфурте-на-Майне. Продажи стартовали весной 2020 года. Спортивные версии Mercedes-AMG GLE 63 4MATIC+ и Mercedes-AMG GLE 63s 4MATIC+ должны были быть представлены на Женевском автосалоне в марте 2020 года, но в связи с пандемией COVID-19 выставка 28 февраля 2020 года была отменена, из-за чего дата премьеры была отложена, и на сегодняшний день не известна.

## Двигатели
| Модель               | Годы производства    | Объем                | Конфигурация                                        | Мощность                                   | Крутящий момент      | 0-100 км/ч           | Максимальная скорость | Расход топлива (на 100 км) | Выброс CO2           | Экологические нормы  |
| Бензиновые двигатели | Бензиновые двигатели | Бензиновые двигатели | Бензиновые двигатели                                | Бензиновые двигатели                       | Бензиновые двигатели | Бензиновые двигатели | Бензиновые двигатели  | Бензиновые двигатели       | Бензиновые двигатели | Бензиновые двигатели |
| -------------------- | -------------------- | -------------------- | --------------------------------------------------- | ------------------------------------------ | -------------------- | -------------------- | --------------------- | -------------------------- | -------------------- | -------------------- |
| GLE 350 4MATIC       | 2019 — н.в.          | 1991 см2             | Рядный, 4 цилиндра Turbolader (M274 DE20 AL)        | 190 кВт (258 л. с.) при 6100 об/мин        | 370 Н•м              | 7,4 секунды          | 225 км/ч              | 8,9 л.                     | 49 — 184 г/км        | ЕВРО-6               |
| GLE 450 4MATIC       | 2018 — н.в.          | 2999 см2             | Рядный, 6 цилиндров Turbolader (M256 E 30 DEH LA)   | 270 кВт (367 л. с.) при 5500 — 6100 об/мин | 500 Н•м              | 5,7 секунд           | 250 км/ч              | 8,3 — 9,4 л.               | 190 — 214 г/км       | ЕВРО-6               |
| GLE 580 4MATIC       | 2019 — н.в.          | 3982 см2             | V8 Biturbo (M176)                                   | 360 кВт (489 л. с.) при 5500 об/мин        | 700 Н•м              | 4,9 секунд           | 250 км/ч              | 9,5 — 10,1 л.              | 217 — 230 г/км       | ЕВРО-6               |
| GLE 53 AMG 4MATIC+   | 2019 — н.в.          | 2999 см2             | Рядный, 6 цилиндров Turbolader (M256 E 30 DEH LA G) | 320 кВт (435 л. с.) при 6100 об/мин        | 520 Н•м              | 5,3 секунды          | 250 км/ч              | 9,3 л.                     | 212 г/км             | ЕВРО-6               |
| GLE 63 AMG 4MATIC+   | 2020 — н.в.          | 3982 см2             | V8 Biturbo (M177 DE 40 AL)                          | 420 кВт (571 л. с.) при 5750 — 6500 об/мин | 750 Н•м              | 4,0 секунды          | 250 — 280 км/ч        | 11,4 л.                    | 261 г/км             | ЕВРО-6               |
| GLE 63 s AMG 4MATIC+ | 2020 — н.в.          | 3982 см2             | V8 Biturbo (M177 DE 40 AL)                          | 450 кВт (612 л. с.) при 5750 — 6500 об/мин | 850 Н•м              | 3,8 секунд           | 280 км/ч              | 11,5 л.                    | 262 г/км             | ЕВРО-6               |
| Дизельные двигатели  |                      |                      |                                                     |                                            |                      |                      |                       |                            |                      |                      |
| GLE 300 d 4MATIC     | 2019 — н.в.          | 1950 см2             | Рядный, 4 цилиндра Turbolader (OM654 DE 20)         | 180 кВт (245 л. с.) при 4200 об/мин        | 500 Н•м              | 7,2 секунды          | 225 км/ч              | 6,1 — 6,4 л.               | 161 — 169 г/км       | ЕВРО-6               |
| GLE 350 d 4MATIC     | 2018 — н.в.          | 2925 см2             | Рядный, 6 цилиндров Biturbo (OM656 D 29 R SCR)      | 200 кВт (272 л. с.) при 3400 — 4600 об/мин | 600 Н•м              | 6,6 секунд           | 230 км/ч              | 7,0 — 7,5 л.               | 184 — 198 г/км       | ЕВРО-6               |
| GLE 400 d 4MATIC     | 2018 — н.в.          | 2925 см2             | Рядный, 6 цилиндров Biturbo (OM656 D 29 R SCR)      | 243 кВт (330 л. с.) при 3600 — 4000 об/мин | 700 Н•м              | 5.7 секунд           | 245 км/ч              | 7,0 — 7,5 л.               | 184 — 199 г/км       | ЕВРО-6               |

## Трансмиссия
| Модель               | Годы производства | Трансмиссия                                    |
| -------------------- | ----------------- | ---------------------------------------------- |
| GLE 350 4MATIC       | 2019 — н.в.       | 9-ступенчатый автомат 9G-TRONIC                |
| GLE 450 4MATIC       | 2018 — н.в.       | 9-ступенчатый автомат 9G-TRONIC                |
| GLE 580 4MATIC       | 2019 — н.в.       | 9-ступенчатый автомат 9G-TRONIC                |
| GLE 53 AMG 4MATIC+   | 2019 — н.в.       | 9-ступенчатый автомат 9G-TRONIC AMG SPEEDSHIFT |
| GLE 63 AMG 4MATIC+   | 2020 — н.в.       | 9-ступенчатый автомат 9G-TRONIC AMG SPEEDSHIFT |
| GLE 63 s AMG 4MATIC+ | 2020 — н.в.       | 9-ступенчатый автомат 9G-TRONIC AMG SPEEDSHIFT |
| GLE 300 d 4MATIC     | 2019 — н.в.       | 9-ступенчатый автомат 9G-TRONIC                |
| GLE 350 d 4MATIC     | 2018 — н.в.       | 9-ступенчатый автомат 9G-TRONIC                |
| GLE 400 d 4MATIC     | 2018 — н.в.       | 9-ступенчатый автомат 9G-TRONIC                |